# Ardea (tijdschrift)
Ardea is het wetenschappelijke tijdschrift van de Nederlandse Ornithologische Unie (NOU). Het verscheen voor het eerst in 1912 als tijdschrift van de Nederlandsche Ornithologische Vereeniging (NOV). 
Vanaf het begin heeft een afbeelding van de kop van een blauwe reiger (Ardea cinerea) op het omslag, resp. het titelblad gestaan. Vermoedelijk is deze kop oorspronkelijk getekend door E.D. van Oort.

## Geschiedenis en achtergrond
Het tijdschrift Ardea verscheen voor het eerst in april 1912, als opvolger van het "Jaarboekje" van de Nederlandsche Ornithologische Vereeniging. Van dat jaarboekje waren twee nummers uitgebracht.
Waar het tijdschrift Limosa, aanvankelijk eveneens uitgegeven door de NOV, en later door de NOU en Sovon Vogelonderzoek Nederland, een meer "beschouwend" karakter had, was het kenwoord voor Ardea: "onderzoekend".
De artikelen in Ardea worden vanaf ongeveer 1975 in de Engelse taal gepubliceerd (veelal met een Nederlandstalige samenvatting). In Ardea wordt niet alleen geschreven over vogelsoorten die in Nederland of West-Europa voorkomen.
Het streven van de redactie is jaarlijks drie nummers uit te brengen. Dat lukt niet altijd.

## Redactie
Anno 2022 bestaat de hoofdredactie uit drie leden: Rob Bijlsma, Bart Kempenaers en Theunis Piersma. Popko Wiersma is redactiesecretaris.Andere leden van de redactie zijn: Allert Bijleveld, Roeland Bom, Adriaan M. Dokter, Rienk Fokkema, Martijn Hammers, Sjouke Kingma, Raymond Klaassen, Peter Korsten, Thomas Lameris, Tamar Lok en Wouter Vansteelant. Afbeeldingen worden gemaakt door Dick Visser en Jos Zwarts. Eindredacteur is Megan Dickens, en de website wordt beheerd door Maarten J.J.E. Loonen.